# Łukasz Garlicki
Łukasz Garlicki (ur. 5 sierpnia 1977 w Warszawie) – polski aktor teatralny, filmowy i telewizyjny, reżyser teatralny.

## Życiorys
W 2000 ukończył studia w Państwowej Wyższej Szkole Teatralnej w Warszawie. Jeden z założycieli Projektu Warszawiak. W 2011 był prowadzącym gali rozdania Polskich Nagród Filmowych („Orłów”).
Wiosną 2015 brał udział w trzeciej edycji programu rozrywkowego Polsatu Dancing with the Stars. Taniec z gwiazdami. W parze z Magdaleną Soszyńską-Michno odpadł w piątym odcinku, zajmując 8. miejsce.

## Życie prywatne
Jest synem Moniki i Piotra Garlickich. Ma brata Kaspra (ur. 1993), który jest aktorem głosowym.
Jest w związku z Marzeną Pokrzywińską. Para doczekała się syna (ur. 2020).

## Filmografia
- 1998: Syzyfowe prace jako Marcin Borowicz
- 2000: Wyrok na Franciszka Kłosa jako młody Fanfara
- 2000: Syzyfowe prace jako Marcin Borowicz
- 2001: Reich jako Marcin
- 2001: Pokolenie 2000 jako Bogdan „Bodzio” (odcinek pt. Inferno) oraz Andrzej „Książę” (odcinek pt. Bellissima)
- 2002: Sfora jako Paweł Lipski „Młody” (odcinki 2–9)
- 2002: Sfora: Bez litości jako Paweł Lipski „Młody”
- 2003: Warszawa jako Paweł Nowak
- 2005: Pensjonat pod Różą jako bankowiec Michał (odcinki 80 i 11)
- 2005: Na dobre i na złe jako Tomasz Madej (odcinki 208, 217 i 218)
- 2005: Fyra Veckor i Juni jako Marek
- 2005: Boża podszewka II jako Jan
- 2005: Pierwsza miłość jako Kostek
- 2006: Rzeźnia numer 1 jako Artur Kisała
- 2006: Fałszerze – powrót Sfory jako Paweł Lipski „Młody” (odcinki 2, 3, 4, 5, 6, 8, 9, 14)
- 2006: Będziesz moja jako Sebastian
- 2007: Lekcje pana Kuki jako Waldemar
- 2007: Kryminalni jako doktorant Marcin Kobaj (odcinek 81)
- 2008: Na Kredyt jako Lucek
- 2008: Teraz albo nigdy! jako Antek Mikuś (odcinek 7)
- 2008–2009, 2020–2022: BrzydUla jako Sebastian Olszański
- 2008: Pitbull (serial TV) jako Ryszard (odcinek 24)
- 2008: Within the Whirlwind jako Piotr
- 2009, 2013: Ojciec Mateusz jako nowicjusz Fabian (odcinek 28), jako Maurycy Majewski (odcinek 111)
- 2010: Barwy szczęścia jako Cezary
- 2011: Hotel 52 jako Rafał Stankiewicz, szef firmy „Paloma Bay” (odc. 39)
- 2011: 1920 Bitwa Warszawska jako ks. Ignacy Skorupka
- 2011: Plebania jako Xawery Lubieniecki
- 2012: Prawo Agaty jako Wiktor Rataj (odc. 21)
- 2012: Galeria jako Waldek
- 2013: Ojciec Mateusz jako Maurycy Majewski (odc. 111)
- 2014: Dzień dobry, kocham cię! jako Leon Gec
- 2014: Facet (nie)potrzebny od zaraz jako Piotr
- 2015: Zziajani jako doktor Bocian
- 2016: Komisja morderstw jako inspektor Witold Nencki
- 2016: Prawdziwe zbrodnie
- 2018: Ojciec Mateusz jako asystent reżysera Andrzej (odc. 247)
- 2018: Korona królów jako Klemens z Moskorzewa
- 2019–2020: Echo serca jako doktor Szymon, chirurg
- 2019: Wojenne dziewczyny jako polski oficer – analityk (odc. 27, 28, 39)
- 2019: Piłsudski jako Jędrzejewski
- 2020: Nieobecni jako Miłosz Wielgucki
- 2021: Rojst ’97 jako Warecki
- 2022: Pewnego razu na krajowej jedynce[3]
- 2022: Wielka woda jako Kulesza

- 2023 M jak miłość jako Artur

## Spektakle teatralne

### Role
Teatr Ateneum w Warszawie
- 1998: Opowieści Lasku Wiedeńskiego jako Erich (reż. Agnieszka Glińska)

Teatr Powszechny w Warszawie
- 1999: Kaleka z Inishmaan jako Billy (reż. A. Glińska, Władysław Kowalski)

Akademia Teatralna w Warszawie
- 1999: Dziady zbliżenia jako Tomasz Zan (reż. Maciej Prus)
- 2000: Dwaj panowie z Werony jako Turio (reż. Piotr Cieplak)
- 2000: Mewa jako Sjemion Miedwiedienko (reż. A. Glińska)

Teatr Studio im. Stanisława Ignacego Witkiewicza w Warszawie
- 2003: Mewa jako Konstanty Trieplew (reż. Zbigniew Brzoza)

Teatr na Woli im. Tadeusza Łomnickiego w Warszawie
- 2006: Król Lear jako Edgar (reż. Andriej Konczałowski)

Teatr Collegium Nobilium w Warszawie
- 2007: Hedda Gabler jako Eilert Lovborg (reż. Pia Partum)

Teatr Telewizji
- 1999: Łukasz jako Łukasz (reż. Stanisław Jędryka)
- 1999: Lato w Nohant jako Maurycy (reż. A. Glińska)
- 1999: Wypadek jako Janusz (reż. S. Jędryka)
- 2002: Tajemnica zwyczajnego domu jako policjant (reż. S. Jędryka)
- 2006: Piaskownica jako On I (reż. Dariusz Gajewski)

### Reżyseria
Akademia Teatralna w Warszawie
- 2000: Mewa – asystent reżysera (reż. A. Glińska)
- 2001: Miłość lekarzem – współreżyseria

Teatr Dramatyczny w Warszawie
- 2002: Pamięć wody – asystent reżysera (reż. A. Glińska)
- 2004: Zima

## Nagrody
- 2008 – Nagroda Aktorska dla najlepszego aktora festiwalu za rolę w filmie Lekcje pana Kuki w reż. Dariusza Gajewskiego na I Festiwal The East and the West w Orenburgu